# Survival (album Born from Pain)
Survival – piąty album studyjny holenderskiego zespołu Born from Pain.

## Lista utworów
1. "Sound Of Survival" – 4:10
2. "State Of Mind" – 2:22
3. "Sons Of A Dying World" – 2:56
4. "The Wolves Are Loose" – 2:58
5. "Never Die" – 3:07. s
6. "Final Collapse" – 5:27
7. "Endgame" – 2:12
8. "Zeitgeist" – 2:29
9. "The Hydra" – 2:47
10. "Zero Hour" – 2:52
11. "Under False Flag" – 2:51

## Twórcy
Skład zespołu
- Rob Franssen – gitara basowa, śpiew, tekst utworów 1-11[1], muzyka utworów 6, 8, 10
- Karl Fieldhouse – gitara elektryczna, muzyka utworów 1-5, 7, 9, 11
- Dominik Stammen – gitara elektryczna, muzyka utworów 2-11
- Andries Beckers – śpiew w tle (nie uczestniczył w komponowaniu[24], od 2008 gitara basowa)[25]
- Roy Moonen – perkusja, pracy przy pre-produkcji płyty[24], muzyka utworu 1

Udział innych
- Tue Madsen – produkcja muzyczna, miksowanie, mastering[26][27]
- Marcel (The Platon) – gościnnie śpiew w utworze "Zeitgeist"[1][28][29]
- Scott Vogel (Terror) – gościnnie śpiew w utworze "Zero Hour"[1][28][29][30]
- Jacob Olsen – nagrywanie perkusji i gitar
- Christian Boche – nagrywanie śpiewu
- René Natzel – pomysł i kierunek artystyczny, fotografie[31]

## Opis
- Album został nagrany w studiach Feedback Recording w Aarhus w Danii (perkusja), Wurst Audio w Viersen w Niemczech (śpiew) oraz w Antfarm Studios w Aabyhøj w Danii (gitary), kierowanym przez Tue Madsena, który dokonał miksowania i masteringu[27]. We wrześniu 2008 ujawniono oprawę graficzną albumu[27], a początku października 2008 został opublikowany do odsłuchania utwór "Sound Of Survival", a światowa premiera była zaplanowana na 3 listopada 2008 nakładem Metal Blade Records[1][32][33], aczkolwiek w Niemczech, Austrii, Szwajcarii i we Włoszech album ukazał się już 31 października 2008[27]. Zostały zorganizowane wówczas trzy specjalne koncerty z okazji wydania nowej płyty, które zaplanowano w Berlinie (Niemcy) 31 października oraz w Antwerpii (Belgia) i w Brunssum (Holandia) 1 listopada[34].
- W mediach pojawiła się także inna nazwa płyty, tj. Survival State Of Mind[2].
- Jest to pierwszy album grupy, na którym wokalistą był dotychczasowy basista grupy, Rob Franssen (na poprzednich płytach za śpiew główny odpowiadał Ché Snelting, który odszedł z zespołu w 2007 celem skupienia się na innych sprawach w życiu[1][35])[36].
- Muzykę na albumie w 90% procentach napisali Karl Fieldhouse i Dominik Stammen, zaś teksty utworów napisał Rob Franssen[36][30].
- Tekstowo utwory na płycie dotyczą pogarszającej się sytuacji świata, ludzkości i stosunków władzy oraz wyrażają niezadowolenie tym faktem[1][2][37]. Na okładce zostały ukazane m.in. piramida, oko, słońce, wąż zjadający własny ogon, a także symbolika masonerii[38][28]. Stanowiło to nawiązanie do mocarstwa światowych, którymi według zespołu rządzą niejasne gildie, skupiające bogatych i potężnych ludzi, zorganizowane w rodzaj kultu z określonymi zasadami istnienia[38][1].
- Tytuł płyty jest odniesieniem do sytuacji zwykłych ludzi, którzy w ramach społeczeństwa są zmuszeni do tytułowego przetrwania (nie tylko w krajach trzeciego świata, ale też w społeczeństwach świata Zachodu), co zasługuje na podziw w tych realiach[36][1][39][29]. Zgodnie z wypowiedzią członków zespołu, przetrwanie nie odnosi się do sytuacji samego zespołu, mającego w poprzedzającym wydanie płyty czasie kłopoty związane z odejściem wokalisty Ché Sneltinga w 2007 i angażem jego następców[24]. Według nich przetrwanie dotyczy codziennej walki o przetrwanie w wielu poziomach życia na ziemi[24]. W przesłaniu płyty zespół wskazał także na rolę mediów, kontrolowanych przez rząd bądź oligarchów, które w swoich informowaniu są cenzurowane, wskutek czego nie wszystkie treści są ukazywane odbiorcom[38][1][39]. Według Roba Franssena album konceptualnie stanowi wezwanie do oporu, do zastanowienia, do walki i jak dotychczas była to najbardziej krytyczna płyta zespołu[37][39][36][30][24]. Krytyczne stanowisko jest skierowane w stronę rządzących elit, przez który – zdaniem zespołu – jesteśmy okłamywani, okradani i oszukiwani[24]. Muzyka z płyty jest według nich idealną ścieżką dźwiękową do tego[24]. W utworach BFP zachęcano do korzystania z alternatywnych źródeł informacji i szukania prawdy[1][39][36][27]. Na płycie usłyszeć w nich można fragmenty nagrań alternatywnych mediów jako sample[1]. Teksty utworów traktowały również na temat aktualnego kryzysu ekonomicznego[1][39] (wywołującego wzrost cen, bankructwa firm, utratę miejsc pracy[29]), stanowiły także sprzeciw wobec wzrastającej skali ubóstwa, także w Holandii, oraz rosnącej dysproporcji między bogatymi a biednymi, ubożenia biednych oraz bogacenia się bogatych[38][36][29]. Generalnie zawartość płyty w przesłaniu miała charakter krytyczny wobec realiów na świecie i wiadomości przekazywanych ludziom na co dzień[38][1]. Jednocześnie była zachętą dla słuchaczy do bycia bardziej krytycznym wobec otaczającej rzeczywistości[1][39]. Teksty stanowią odniesienie do aktualnych i negatywnych sytuacji w codzienności, np. sprzedaży zepsutego mięsa, radioaktywnych śmieci wyładowanych w Afryce, bezsensownych wojen, w których giną dzieci, odmowy pomocy biednym ludziom w szpitalach, otrzymania 480 mld Euro przez bankierów[24].
- W utworze "Final Collapse" wykorzystano sample z nagraniami wypowiedzi, w tym Alexa Jonesa[25].
- Teksty utworów napisał Rob Franssen[30].
- W otwierającym album pt. "Sounds of Survival" można usłyszeć syreny oraz odgłosy wybuchających bomb[36]. Tekst jest wezwaniem do oporu, wołanie o działanie, zachętą dla słuchaczy do walki o to, co jest ukochane[30].
- Utwór "State Of Mind" w swoim tekście traktuje o instynkcie przetrwania, który na świecie jest konieczny aby być aktywnym, czasem nawet konieczne jest znoszenie bólu[30]
- Utwór "Sons Of A Dying World" opisuje świat, w którym zło przyćmiewa dobro, w którym należy żyć według nie swoich reguł[30]. W tych okolicznościa następuje utrata nad kontrolą życia i wpadanie w sidła[30].
- Utwór "The Wolves Are Loose" opisuje panującą elitę władzy, dążącą do wykorzystania świata celem uzyskania całkowitej kontroli[30]. W obliczu tego autor tekstu mówi o spuszczonych wilkach na łowy[30].
- Utwór "Never Die" stanowi także wezwanie do oporu[30]. W tym przypadku jest mowa o narkotykach i innych produktach konsumpcyjnych, które opanowują człowieka[30].
- Utwór pt. "Final Collapse" stanowi intro i outro, zawiera wypowiedzi osób w formie sampli, które reprezentowały idee utworu i odpowiadały poglądom muzyków[36][30]. Opisuje klasę panującą, dążącą do wymazania części ludności świata[30]. Sposobami ku temu mają być tworzone choroby, zatruwane pożywienie, woda, powietrze, albo prowadzone w Chinach technika związana z genetyką, kontrola urodzeń[30].
- Utwór "Endgame" dotyczy ponownie ludzi władzy, którzy za kulisami prowadzą faktycznie kierują się w stronę nowej ery faszystowskiej[30].
- Utwór "Zeitgeist" przedstawia sytuację obecną na świecie[30]. Według autora obraz świata wygląda niczym w filmie Matrix, ludzie są złapani w formie sztucznej prawdy, wykreowanej przez rządy, gdzie nikt nie ma powodu by wzniecić rewoltę, gdzie ludzie są zmuszeni do kapitulacji, sprowadzeni do sytuacji, w której są niezdolni do stawienia oporu[30]. W tym świecie media karmią odbiorców kłamstwami, wartości są odwracane[30]. Utwór nosi tytuł w języku niemieckim i dotyczy ducha czasu obecnie w zakresie prawdziwości przekazywanej wiedzy oraz szukania alternatywnych źródeł informacji[39][30]. W utworze zawarto wypowiedzi osób w formie sampli[30].
- Utwór "The Hydra" przedstawia elitę władzy, określaną jako tytułowa hydra[30].
- Utwór "Zero Hour" napisany w świadomości autora, że nie ma już czasu do stracenia[30]. Stanowi zachętę dla słuchacza do czytania, nabrania świadomości, przeszukiwania internetu w celu pozyskania prawdy, bycia aktywnym, zwalczania nowego porządku świata, zwalczania sprawujących władzę[30]. Tytułowa godzina zero ma stanowić początek walki[30].
- Utwór "Under False Flag" traktuje o operacjach propagandowych, prowadzonych pod tytułową fałszywą flagą[30].
- W 2008 została uruchomiona przez Roba Franssena strona internetowa pt. Survival State Of Mind, w założeniu stanowiąca miejsce wyrażania krytycznych opinii o władzy (survivalstateofmind.blogspot.com)[37][28][39].
- Album był promowany przez teledysk do utworu "Sons of a Dying World" od drugiej połowy listopada 2008[40][26]. Pod koniec 2008 zespół koncertował na trasie Persistence Tour 2008 wraz z grupami Slapshot, Sick of It All, Heaven Shall Burn, War of Ages, Terror, Energy, Discipline, H2O[38][36].
- W grudniu 2008 amerykańska wytwórnia Reaper Records zapowiedziała wydanie singla "Warfare" 7" w lutym 2009[41].